# Distrikt Guadalupe

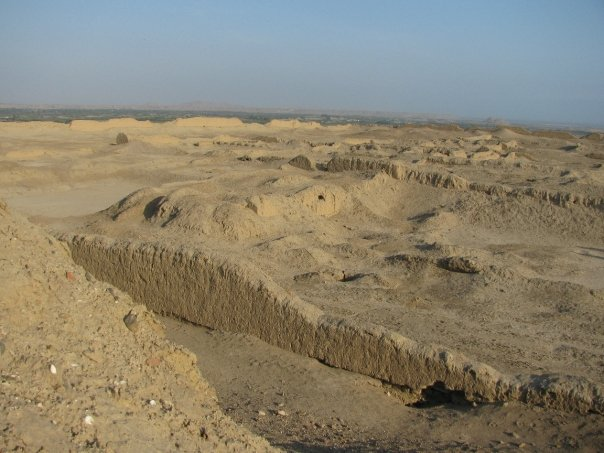
Archäologische Fundstätte Pakatnamú

Der Distrikt Guadalupe liegt in der Provinz Pacasmayo in der Region La Libertad in Nordwest-Peru. Er besitzt eine Fläche von 165,37 km². Beim Zensus 2017 wurden 40.217 Einwohner gezählt. Im Jahr 1993 lag die Einwohnerzahl bei 27.002, im Jahr 2007 bei 37.239. Der Distrikt wurde am 7. August 1825 gegründet. Nördlich der Flussmündung des Río Jequetepeque befindet sich die archäologische Fundstätte Pakatnamú.

## Geographische Lage
Der Distrikt Guadalupe liegt am nördlichen Flussufer des Río Jequetepeque etwa 100 km nordnordwestlich der Großstadt Trujillo. Er besitzt einen etwa 5 km langen Abschnitt an der Pazifikküste und reicht bis zu 24 km ins Landesinnere. Im Nordwesten herrscht Wüste, während entlang dem Flusslauf des Río Jequetepeque sowie im Osten bewässerte Landwirtschaft betrieben wird. Verwaltungssitz ist die im Nordosten des Distrikts gelegene Stadt Guadalupe. Im Süden des Distrikts befindet sich die Kleinstadt Ciudad de Dios.
Der im Norden der Provinz Pacasmayo gelegene Distrikt grenzt im Norden an die Provinz Chepén sowie im Süden an die Distrikte San José und Jequetepeque.